# Da Monzon, la conquête de Samanyana
Pour plus de détails, voir Fiche technique et Distribution.
Da Monzon, la conquête de Samanyana est un film du cinéaste malien Sidy Fassara Diabaté réalisé en 2011.

## Synopsis
Le film retrace l'épopée de Da Monzon Diarra, à la tête du royaume bambara de Ségou et sa lutte contre son rival, Bassi.

## Fiche technique
- Réalisateur : Sidy Fassara Diabaté
- Scénario : Sidy Fassara Diabaté et Ibrahim Touré
- Images : M. L. Tani et Abdoulaye Somé
- Montage : Seydou Koné
- Musique : Bina Koumaré
- Producteur : Centre national de la cinématographie du Mali (CNCM)
- Durée : 110 minutes
- Date de sortie : 2011

## Distribution
- Kadidia Coulibaly
- Abdoulaye Diabate
- Namory Diabate

## Distinctions
Prix UEMOA de l'intégration et du prix du meilleur décor lors de l'édition 2011 du Fespaco.